# US Salernitana 1919
Unione Sportiva Salernitana 1919, tidigare 
Salernitana Calcio 1919, är en fotbollsklubb från Salerno i södra Italien som grundades 1919. Klubben spelar säsongen 2024/2025 i Serie B.
Klubben har tidigare varit uppe i Serie A men man har mestadels pendlat mellan Serie B och Serie C genom åren.

## Historia
Klubben grundades 19 juni 1919 som Unione Sportiva Salernitana och har sedan dess bytt namn ett antal gånger.